# 怪獣島の秘密
『怪獣島の秘密』（かいじゅうじまのひみつ、Mystery on Monster Island）は、1981年のアメリカ合衆国/スペインのアドベンチャー映画。テレンス・スタンプ、ピーター・カッシング、イアン・セラ、デヴィッド・ハットン出演。1882年に出版されたジュール・ヴェルヌの「Godfrey Morgan」が原作である。全編にわたって出演しているのはセラとハットンで、カッシングは冒頭と終盤のみに登場する。
日本では劇場未公開で、1986年にテレビ放送された。

## ストーリー
タスキナという男がバーリングとスタントンら手下たちに命じ、欲に目がくらんで自分を裏切り、島で見つけた財宝を独り占めしようとした元手下のフリントを追わせる。だがフリントの反撃にあい、バーリングだけが生き残りフリントを始末した後、瀕死の彼は発見した金塊をタスキナの元に持っていく。しかし肝心の場所を言う前にバーリングは息絶えてしまい、タスキナは島をオークションで落札してから捜索することを企てるが、大富豪のウィリアム・T・コルデラップ卿と競った結果、彼に落札されてしまう。
コルデラップ卿の甥 ジェフ・モーガンは父の膨大な遺産を受け継ぐ名家の息子だが、専属の先生であるトーマス・アーテレクト教授のレッスンに飽き飽きし、1年でもいいから世界一周の冒険旅行に行きたいと思い続けていた。そのことをコルデラップ卿に話すが、早くジェフに家を継ぐための能力を身につけて欲しいと思っていた彼からは、そんな時間はないと難色を示される。それを見ていたジェフの婚約者 メグは、したいことをさせてあげるようコルデラップ卿に頼み、彼はアーテレクト教授と一緒に行くことで旅行を承諾し、ジェフは乗り気でないアーテレクト教授と共に船で冒険の旅へと出発する。

## キャスト
※括弧内はフジテレビ版日本語吹替（初回放送1986年3月28日 『金曜洋画劇場』 放送タイトル「恐竜島の秘密」）
- タスキナ - テレンス・スタンプ（西田昭市）
- ウィリアム・T・コルデラップ - ピーター・カッシング（宮沢元）
- ジェフ・モーガン - イアン・セラ（江原正士）
- トーマス・アーテレクト教授[注 1] - デヴィッド・ハットン（青野武）
- カレフィノツ - ガスファー・イプア（円谷文彦）
- ドミニク・ブランチャード - ブランカ・エストラーダ（スペイン語版）（高畑淳子）
- メグ・ホラニー - アナ・オブレゴン（スペイン語版）（榊原良子）
- バーリング - フランク・ブラナ（鹿島信哉）
- フリント - ポール・ナッシー（小島敏彦）
- ターコット船長 - ジェラール・ティシー（小関一）

## スタッフ
- 監督・製作 - ファン・ピケール・シモン（英語版）
- 脚本 - ロン・ガントマン、ホアキン・グロウ（スペイン語版）、ファン・ピケール・シモン
- 原作 - ジュール・ヴェルヌ
- 撮影監督 - アンドレ・ベラングェ
- プロダクションデザイナー - エミリオ・ルイス・デル・リオ（スペイン語版）
- 編集 - ラファエル・デ・ラ・キュエヴァ、アール・ワトソン
- 音楽 - アルフォンソ・アグッロ、アレハンドロ・モンロイ、カルロス・ヴィラ
- 衣裳デザイン - トニー・プエオ

日本語版スタッフ
- 吹替翻訳 - 矢田尚
- 吹替演出 - 松川陸
- 吹替効果 - 新音響
- 吹替調整 - 近藤勝之
- 吹替製作 - コスモプロモーション